# Fritz Menzer

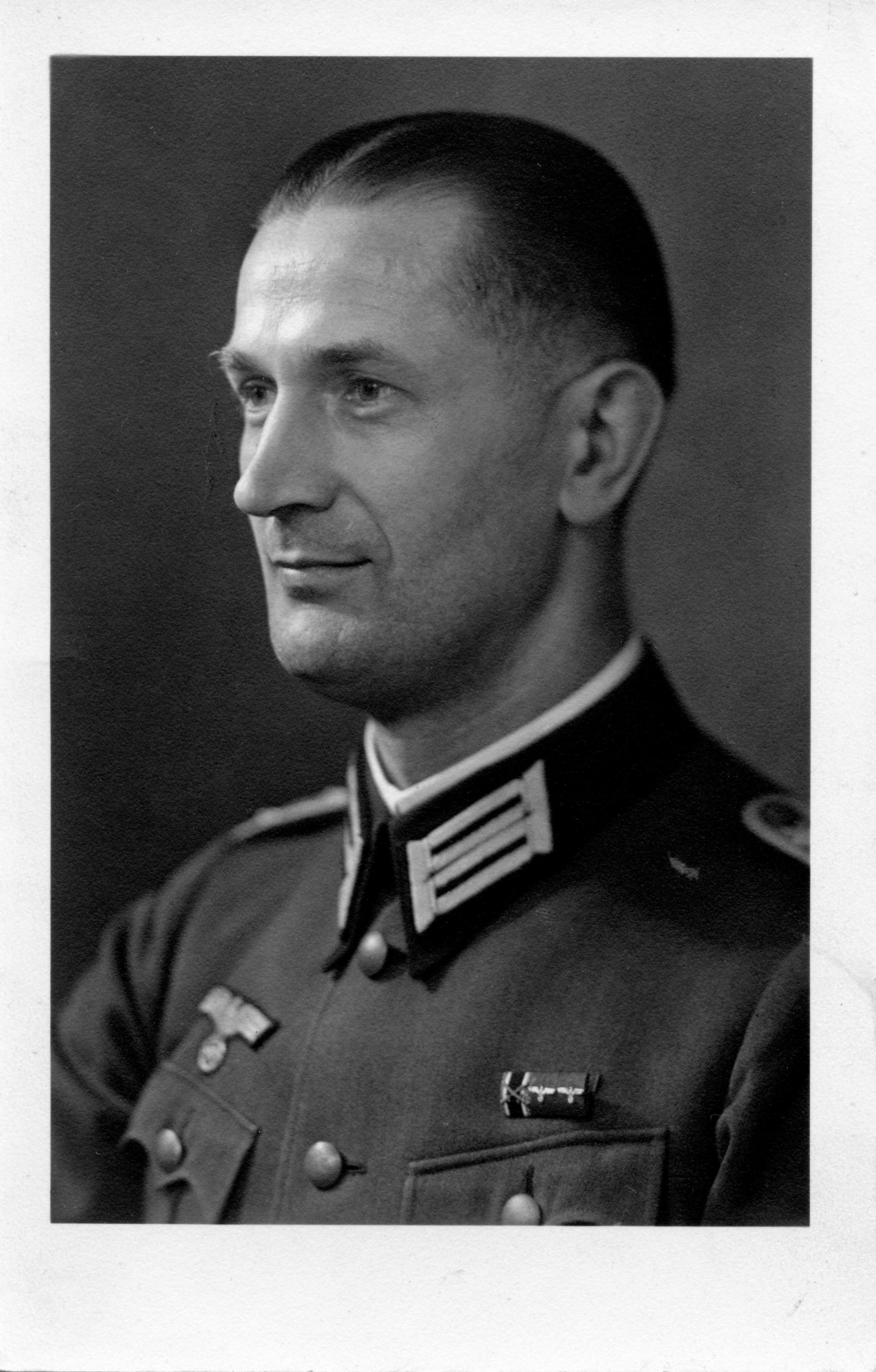
Fritz Menzer

Ostwin Fritz Menzer (* 6. April 1908 in Herrndorf, Sachsen; † 25. Oktober 2005 in Bad Homburg vor der Höhe) war ein deutscher Kryptologe, der vor und während des Zweiten Weltkriegs zunächst in der Chiffrierabteilung des Oberkommandos der Wehrmacht (OKW/Chi) und später in der Abwehr, dem militärischen Geheimdienst der Wehrmacht, mit der Entwicklung und Herstellung kryptographischer Geräte und Verfahren sowie der Sicherheitskontrolle der eigenen Methoden befasst war.

## Leben
Fritz Menzer wurde am 6. April 1908 in Herrndorf geboren, einer Siedlung in Sachsen zwischen Chemnitz und Dresden. Mit 18 Jahren trat er als Mechaniker in die Reichswehr ein und wurde einem motorisierten Bataillon mit Standort Leipzig zugeteilt. Nachdem seine Neigung und Begabung für die  Kryptanalyse erkannt worden war, wurde er im Mai 1935 in die Chiffrierabteilung des Oberkommandos der Wehrmacht (OKW/Chi) versetzt, wo er in der Entzifferungskunst unterrichtet wurde, unter anderem durch den Leiter der Hauptgruppe B, Min.Rat. Wilhelm Fenner. Im Jahr 1936 entwickelte er kryptanalytische Verfahren, um die C-36, eine Rotor-Schlüsselmaschine des Schweden Boris Hagelin, zu brechen. Er entwickelte auch eine kryptanalytische Methode zum Bruch der von der Wehrmacht eingesetzten eigenen Maschine ENIGMA. In der Folge wurde er damit beauftragt, ein eigenes Referat innerhalb von OKW/Chi zu leiten, das sich mit der Kryptanalyse fremder kryptographischer Methoden sowie der Entwicklung und Sicherheitsüberprüfung eigener Verfahren und kryptanalytischer Hilfsmittel zu befassen hatte.
Seine Dienstzeit als Soldat endete am 31. Mai 1938. Er blieb beim OKW/Chi, nun als Zivilist. Zwei Jahre später, im Jahr 1940, wurde er zum Regierungsoberinspektor befördert und mit der Leitung des Referats IIc des OKW/Chi betraut, das sich mit der Entwicklung und Herstellung von speziellen Verschlüsselungen für staatliche Stellen, wie des RSHA und der Abwehr, sowie für die deutsche Industrie befasste. Inwieweit Fritz Menzer tatsächlich als „Erfinder“ verschiedener, teilweise innovativer Schlüsselmaschinen, wie des Schlüsselgeräts 39 sowie des Schlüsselgeräts 41, auch „Die Hitlermühle“ genannt, angesehen werden kann, ist (Stand 2003) umstritten, „denn federführend waren in der Wehrmacht stets die Waffenämter“ und nicht OKW/Chi. Vermutlich war er zumindest bei der Konzipierung der Maschinen beteiligt und mit deren technischer Überprüfung betraut.

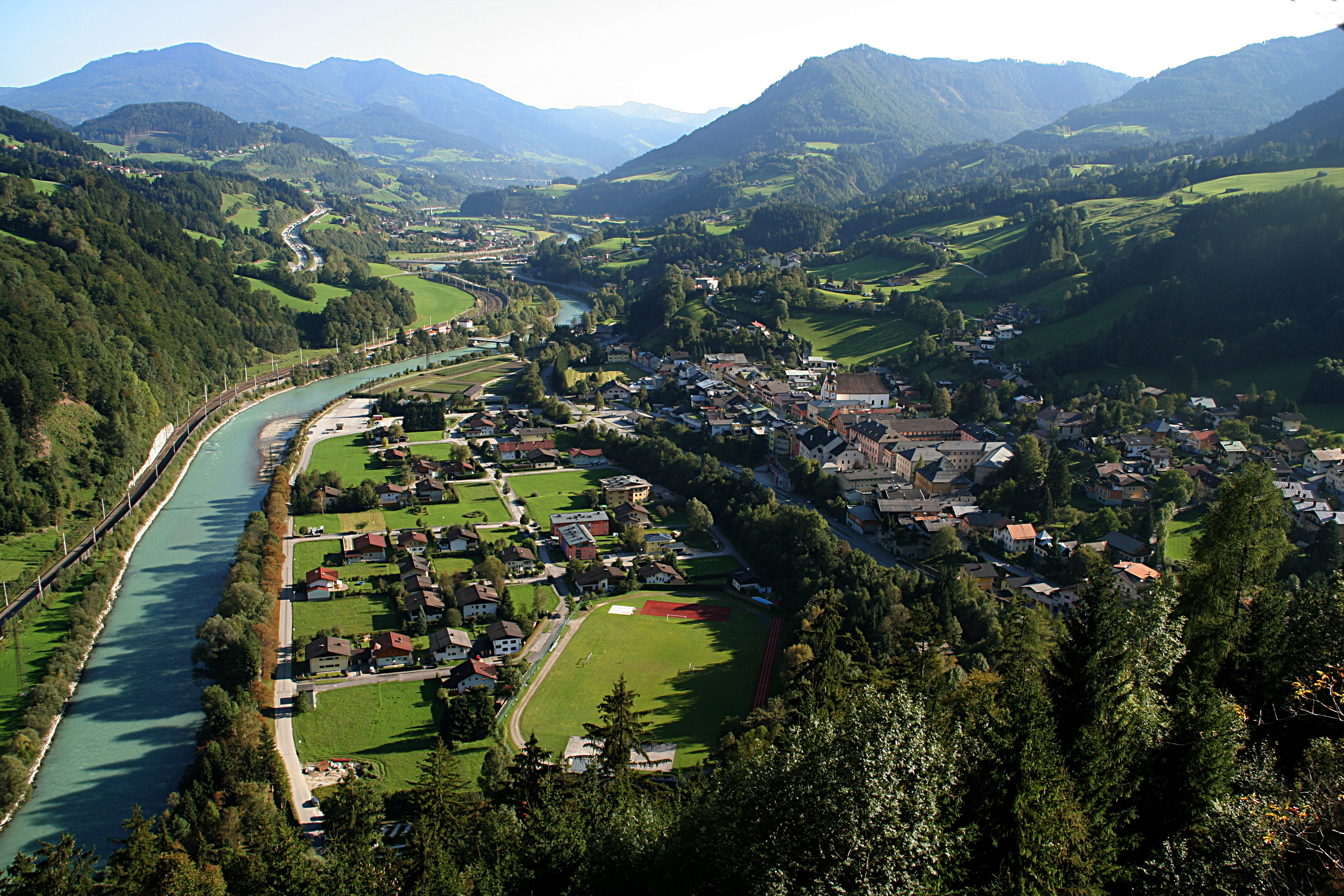
Werfen an der Salzach war 1945 der letzte Standort eines Teils von OKW/Chi und auch von Fritz Menzer während des Kriegs

Im Jahr 1942 beauftragte ihn der Chef der Abwehr, Admiral Wilhelm Canaris, mit der Sicherheitskontrolle deren eigener kryptographischer Verfahren. Menzer erkannte eklatante kryptographische Schwächen der verwendeten Methoden und überarbeitete im Sommer 1943 sämtliche manuelle Verfahren, die die Abwehr benutzte. Er blieb als beratender Kryptologe bei der Abwehr bis zum Kriegsende, das er zusammen mit einem Teil des OKW/Chi unter der Leitung von Fenner in Werfen 40 km südlich von Salzburg erlebte. Am 23. April 1945 wurde OKW/Chi offiziell aufgelöst und das Personal dem General der Nachrichtenaufklärung (GdNA) unterstellt. Kurz bevor die amerikanische Armee ihren Standort etwa 40 km südlich von Salzburg erreichte, verbrannten die Deutschen ihre Unterlagen oder warfen sie in die Salzach. Mit der Kapitulation der Wehrmacht am 8. Mai 1945 erlosch das Dienstverhältnis für alle ehemaligen Mitarbeiter des OKW. Menzer wurde gefangen genommen und im US-amerikanischen Camp Neufeld bei München interniert.
Am 17. Juni wurde er freigelassen und ging in die sowjetische Besatzungszone (SBZ), zunächst nach Leipzig und am 22. September nach Zschopau, wo er ab Januar 1946 als Lehrer arbeitete, aber kurze Zeit später, aufgrund seiner Vergangenheit in der Wehrmacht, als ungeeignet entlassen wurde. In den Wirren des beginnenden Kalten Kriegs kam er am 8. September 1947 in Berlin erneut in Kontakt mit US-Amerikanern und wurde nach Oberursel ins Camp King bei Frankfurt am Main, gebracht. Nachdem er am 12. September wieder in Zschopau war, wurde er am 20. September dort von Sowjetrussen verhaftet, in Dresden inhaftiert und bezüglich seiner Kontakte zu Amerikanern verhört. Schließlich, am 13. März 1948 wurde er freigelassen, nachdem er eingewilligt hatte, für die Sowjets zu spionieren. Im April 1949 entschloss er sich zur Flucht aus der SBZ und ging über West-Berlin in die westlichen Besatzungszonen.
Menzer stand fortan in engem Kontakt mit US-Geheimdiensten und wurde erneut in das  Camp King nach Oberursel gebracht. Unter anderem Namen behielt er seine Kontakte zur CIA und zum BND. Offiziell war er Leiter der Lochkartenstelle bei der Bundesschuldenverwaltung in Bad Homburg. Sein Name tauchte für längere Zeit zuletzt im Jahr 1951 in Dokumenten auf. 1973 erhielt er das Bundesverdienstkreuz.
Im Jahr 2005 wurde in einer Sterbeanzeige aus dem Raum Frankfurt am Main sein Tod im Alter von 97 Jahren angezeigt. Demnach wurde er am 5. November 2005 in Bad Homburg vor der Höhe bestattet.